# Cerura priapus
Cerura priapus är en fjärilsart som beskrevs av Alexander Schintlmeister 1997. Cerura priapus ingår i släktet Cerura och familjen tandspinnare. Inga underarter finns listade i Catalogue of Life.